# Romanian Open 2025 - Doppio
Il doppio del torneo di tennis professionistico Romanian Open 2025, facente parte della categoria ATP Tour 250 nell'ambito dell'ATP Tour 2025, si gioca al Centrul Național de Tenis di Bucarest, in Romania, dal 31 marzo al 6 aprile 2025. I dententori del titolo erano Sadio Doumbia e Fabien Reboul, ma sono stati sconfitti in semifinale da Jakob Schnaitter e Mark Wallner.
In finale Marcel Granollers e Horacio Zeballos hanno sconfitto Jakob Schnaitter e Mark Wallner col punteggio di 7–6(3), 6–4.

## Teste di serie
1. Marcel Granollers /  Horacio Zeballos (campioni)
2. Sander Gillé /  Jan Zieliński (quarti di finale)

1. Jamie Murray /  Adam Pavlásek (semifinale)
2. Sadio Doumbia /  Fabien Reboul (semifinale)

## Wildcard
1. Marius Copil /  Luca Preda (quarti di finale)

1. Cezar Crețu /  Bogdan Pavel (primo turno)

## Tabellone

### Legenda
| - Q = Qualificato - WC = Wild card - LL = Lucky loser | - ALT = Alternate - SE = Special Exempt - PR = Protected Ranking | - w/o = Walkover - r = Ritirato - d = Squalificato |

|  | Primo turno | Primo turno                | Primo turno                | Primo turno | Primo turno |  |  | Quarti di finale | Quarti di finale        | Quarti di finale        | Quarti di finale       | Quarti di finale    |   |      | Semifinali | Semifinali              | Semifinali              | Semifinali             | Semifinali             |    |   | Finale | Finale | Finale | Finale | Finale |  |
|  |             |                            |                            |             |             |  |  |                  |                         |                         |                        |                     |   |      |            |                         |                         |                        |                        |    |   |        |        |        |        |        |  |
|  | 1           | M Granollers H Zeballos    | M Granollers H Zeballos    | 6           | 6           |  |  |                  |                         |                         |                        |                     |   |      |            |                         |                         |                        |                        |    |   |        |        |        |        |        |  |
|  | WC          | C Crețu B Pavel            | C Crețu B Pavel            | 3           | 3           |  |  | 1                | M Granollers H Zeballos | M Granollers H Zeballos | 6                      | 7                   |   |      |            |                         |                         |                        |                        |    |   |        |        |        |        |        |  |
|  |             | VV Cornea A Mies           | 63                         | 6           | [13]        |  |  |                  | R Haase H Jebens        | R Haase H Jebens        | 1                      | 5                   |   |      |            |                         |                         |                        |                        |    |   |        |        |        |        |        |  |
|  |             | R Haase H Jebens           | 7                          | 4           | [15]        |  |  |                  |                         |                         |                        |                     |   |      | 1          | M Granollers H Zeballos | M Granollers H Zeballos | 6                      | 6                      |    |   |        |        |        |        |        |  |
|  | 3           | J Murray A Pavlásek        | J Murray A Pavlásek        | 7           | 7           |  |  |                  |                         | 3                       | J Murray A Pavlásek    | J Murray A Pavlásek | 2 | 4    |            |                         |                         |                        |                        |    |   |        |        |        |        |        |  |
|  |             | Í Cervantes P Martínez     | Í Cervantes P Martínez     | 63          | 68          |  |  | 3                | J Murray A Pavlásek     | 2                       | 7                      | [10]                |   |      |            |                         |                         |                        |                        |    |   |        |        |        |        |        |  |
|  |             | M Navone C Ugo Carabelli   | 2                          | 6           | [1]         |  |  |                  | A Göransson S Verbeek   | 6                       | 62                     | [8]                 |   |      |            |                         |                         |                        |                        |    |   |        |        |        |        |        |  |
|  |             | A Göransson S Verbeek      | 6                          | 3           | [10]        |  |  |                  |                         |                         |                        |                     |   |      | 1          | M Granollers H Zeballos | M Granollers H Zeballos | 7                      | 6                      |    |   |        |        |        |        |        |  |
|  |             | K Drzewiecki P Matuszewski | K Drzewiecki P Matuszewski | 3           | 63          |  |  |                  |                         |                         |                        |                     |   |      |            |                         |                         | J Schnaitter M Wallner | J Schnaitter M Wallner | 63 | 4 |        |        |        |        |        |  |
|  | WC          | M Copil L Preda            | M Copil L Preda            | 6           | 7           |  |  | WC               | M Copil L Preda         | M Copil L Preda         | 2                      | 2                   |   |      |            |                         |                         |                        |                        |    |   |        |        |        |        |        |  |
|  |             | G Jacq O Luz               | G Jacq O Luz               | 3           | 2           |  |  | 4                | S Doumbia F Reboul      | S Doumbia F Reboul      | 6                      | 6                   |   |      |            |                         |                         |                        |                        |    |   |        |        |        |        |        |  |
|  | 4           | S Doumbia F Reboul         | S Doumbia F Reboul         | 6           | 6           |  |  |                  |                         |                         |                        |                     |   |      | 4          | S Doumbia F Reboul      | 2                       | 6                      | [8]                    |    |   |        |        |        |        |        |  |
|  |             | M Demoliner M Middelkoop   | M Demoliner M Middelkoop   | 62          | 63          |  |  |                  |                         |                         | J Schnaitter M Wallner | 6                   | 2 | [10] |            |                         |                         |                        |                        |    |   |        |        |        |        |        |  |
|  |             | J Schnaitter M Wallner     | J Schnaitter M Wallner     | 7           | 7           |  |  |                  | J Schnaitter M Wallner  | J Schnaitter M Wallner  | 6                      | 7                   |   |      |            |                         |                         |                        |                        |    |   |        |        |        |        |        |  |
|  |             | S Báez F Comesaña          | S Báez F Comesaña          | 5           | 1           |  |  | 2                | S Gillé J Zieliński     | S Gillé J Zieliński     | 2                      | 67                  |   |      |            |                         |                         |                        |                        |    |   |        |        |        |        |        |  |
|  | 2           | S Gillé J Zieliński        | S Gillé J Zieliński        | 7           | 6           |  |  |                  |                         |                         |                        |                     |   |      |            |                         |                         |                        |                        |    |   |        |        |        |        |        |  |